# Capsicum baccatum
Espèce
Classification APG III (2009)
Capsicum baccatum appartient au genre Capsicum, et est l'une des cinq espèces de piments domestiqués.

## Description
Le fruit a tendance à être très piquant et enregistre 30 000 à 50 000 sur l'Unité thermique de Scoville. Les variétés de piment de C. baccatum ont des fleurs de couleur blanche ou crème, et ont généralement une corolle verte ou dorée. Les fleurs sont soit pollinisées par des insectes, soit autogames. Les gousses de fruits de l'espèce baccatum qui ont été cultivées présentent une grande variété de formes et de tailles, contrairement aux autres espèces de capsicum, qui ont tendance à avoir une forme caractéristique. Les gousses pendent généralement, contrairement à l'espèce Capsicum frutescens. Elles peuvent avoir une saveur d'agrumes ou de fruits.
Il existe un cultivar de la variété pendulum (Capsicum baccatum var. pendulum cv. «Chapeau de Frade») qui possède une forme extérieure très particulière en cloche.
Cette espèce est différente de Capsicum annuum.

## Utilisation
Le piment ají amarillo, a ses origines dans l'ancien Pérou et dans la région des Andes d'Amérique du Sud. Il est généralement associé à la cuisine péruvienne, et est considéré comme faisant partie de ma trinité de condiments avec l'oignon rouge et la coriandre. Ají amarillo signifie littéralement piment jaune ; cependant, la couleur jaune apparaît à la cuisson, car les gousses mûres sont orange vif. L'ají jaune est l'un des ingrédients de la péruvienne et de la cuisine bolivienne. Il est utilisé comme condiment, notamment dans de nombreux plats et sauces. Au Pérou, les piments sont principalement utilisés frais, et en Bolivie séchés et moulus. Les plats courants avec ají "amarillo" sont le ragoût péruvien ají de gallina ("piment de poule"), Papa a la huancaina et le bolivien  fricasé Paceño  , entre autres. Dans la cuisine équatorienne, l'ají amarillo, l'oignon et le jus de citron (entre autres) sont servis dans un bol séparé avec de nombreux repas comme additif facultatif. Dans les cuisines colombienne, péruvienne et équatorienne, la sauce ají est également un condiment courant.

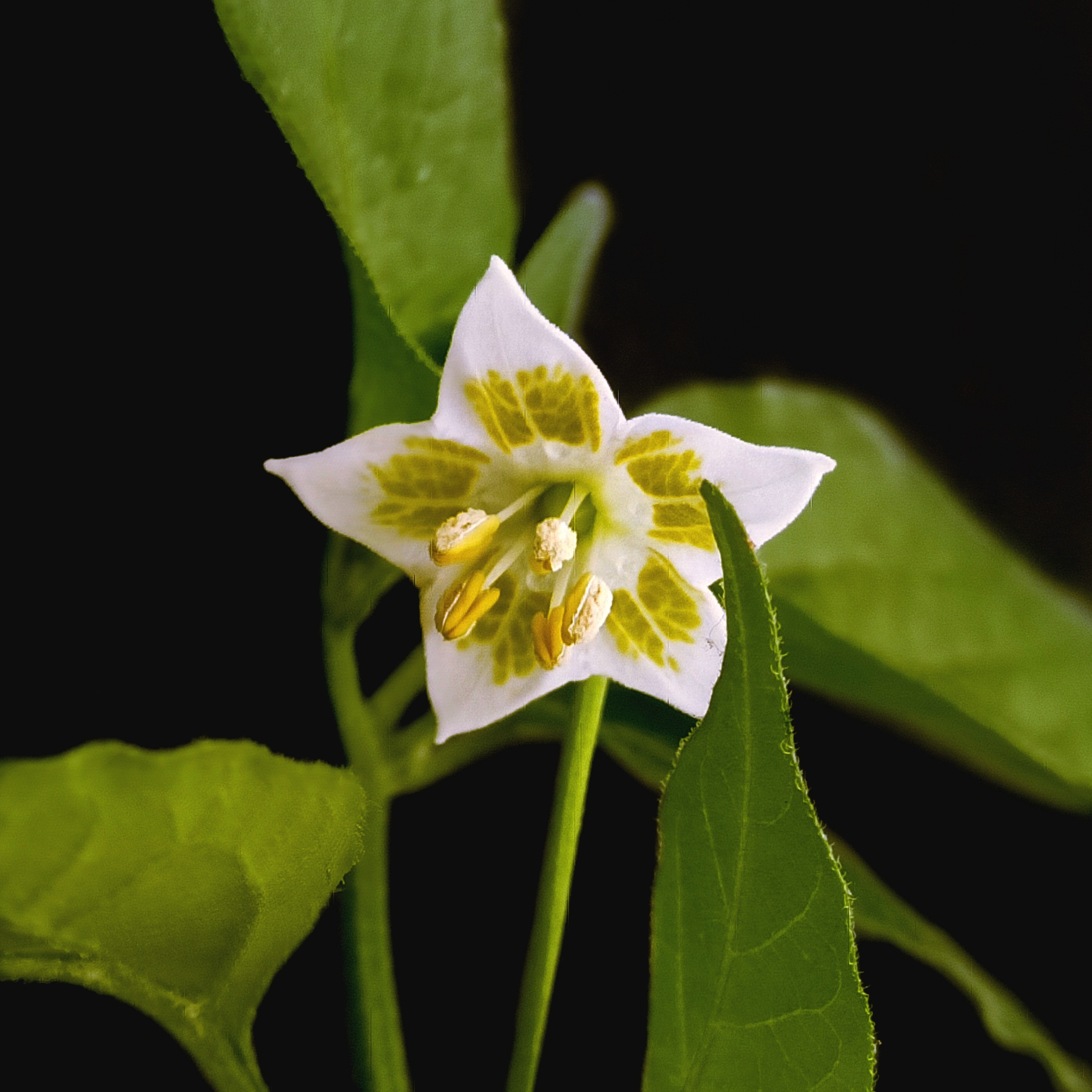
La fleur
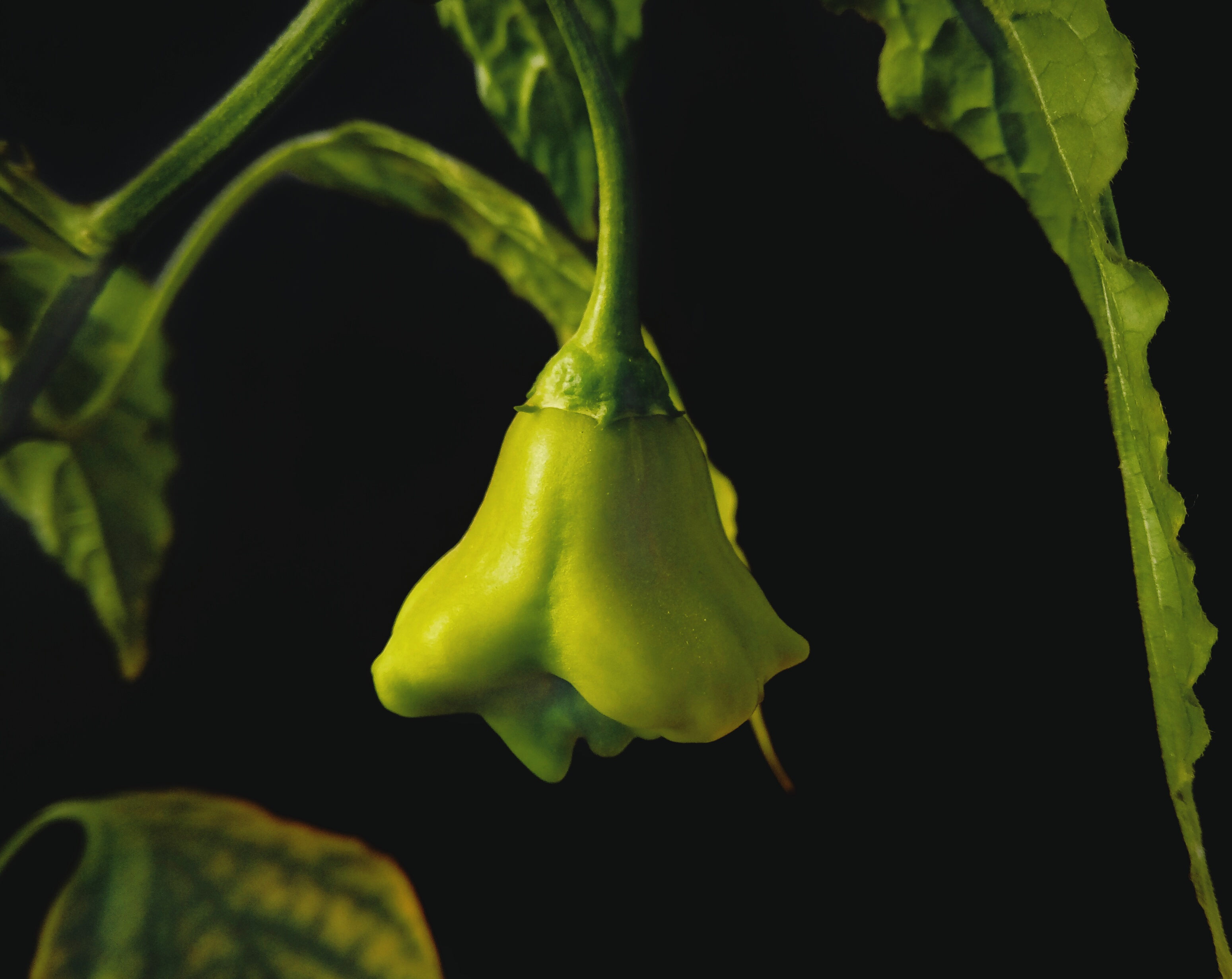
Fruit
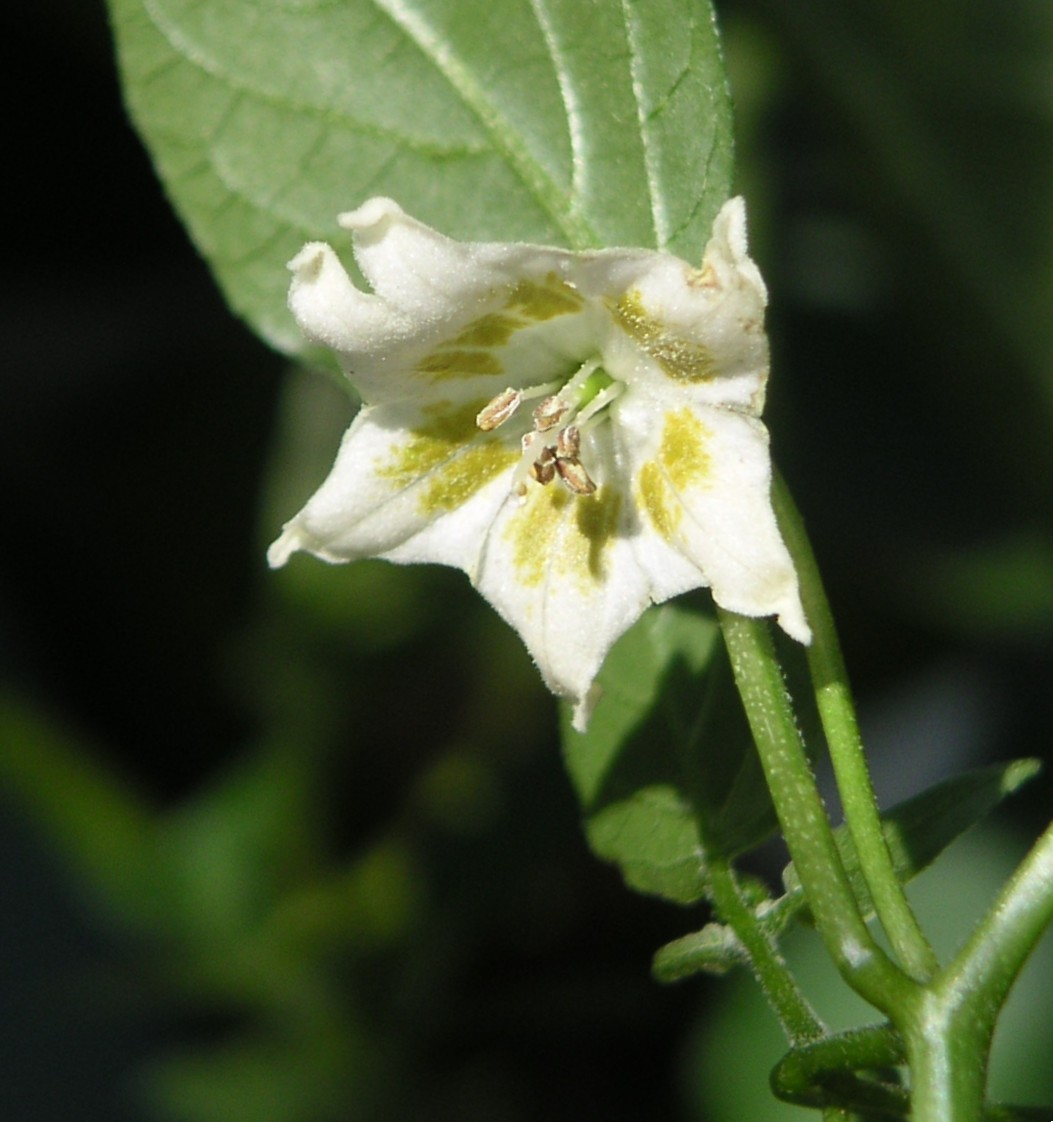
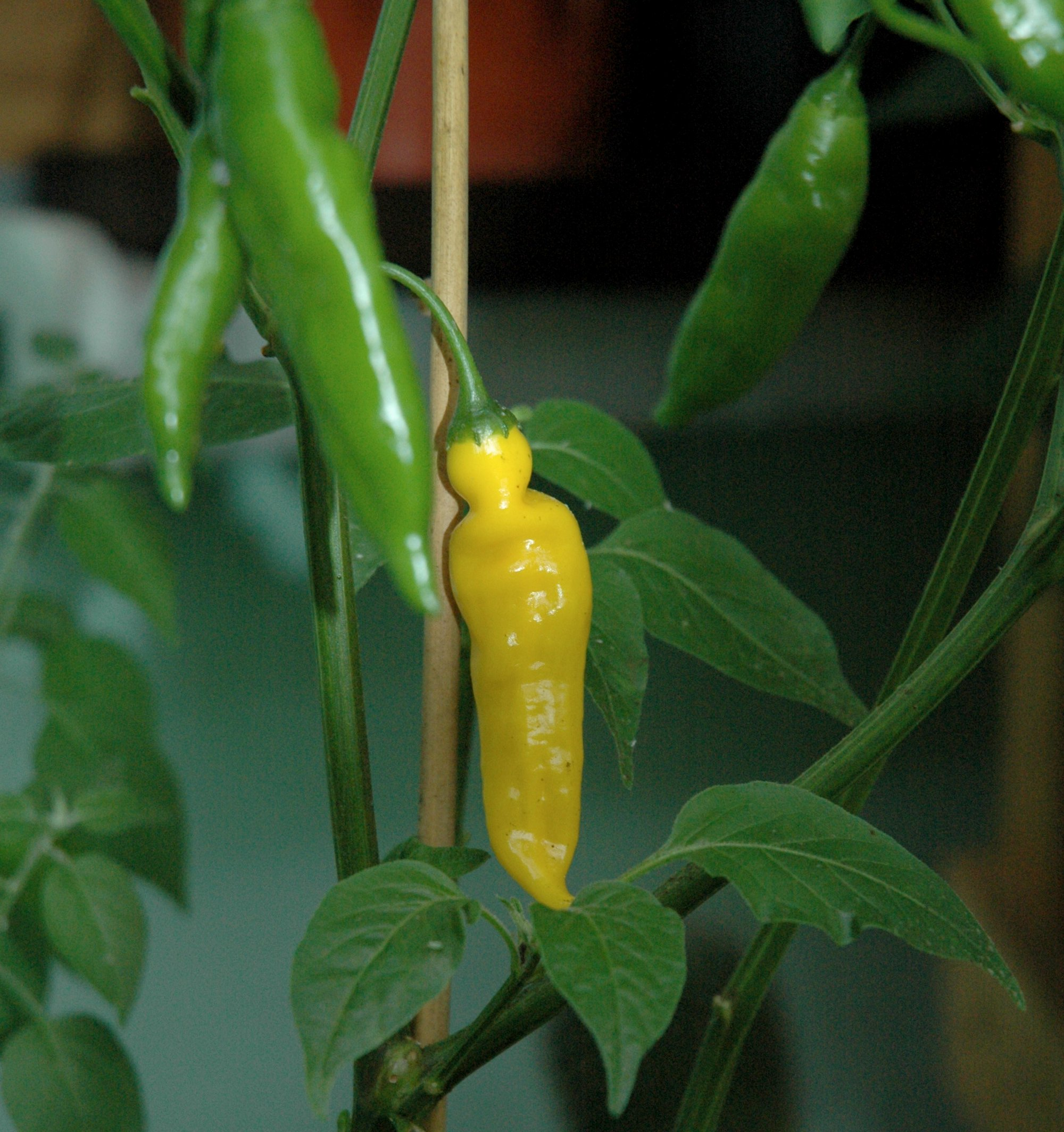